# Piskunowskoje
Piskunowskoje (ros. Пискуновское) – wieś w Rosji, w Kraju Krasnodarskim, w rejonie otradnieńskim. W 2010 liczyła 511 mieszkańców.